# NGC 7379
NGC 7379 is een balkspiraalstelsel in het sterrenbeeld Hagedis. Het hemelobject werd op 22 september 1876 ontdekt door de Franse astronoom Édouard Jean-Marie Stephan.

## Synoniemen
- UGC 12187
- MCG 7-46-18
- ZWG 531.13
- IRAS 22452+3958
- PGC 69724